# Andalucía (Valle del Cauca)
Pour les articles homonymes, voir Andalucia (homonymie).
Andalucía est une municipalité située dans le département de Valle del Cauca, en Colombie.